# Pazifischer Anemonenfisch
Der Pazifische Anemonenfisch (Amphiprion pacificus) ist eine Anemonenfischart die in den Korallenriffen der Fidschiinseln, Tongas, Samoas und der Wallis-Inseln im zentralen Pazifik vorkommt. Sie wurde erst 2010 beschrieben.

## Merkmale
Das größte Typusexemplar von Amphiprion pacificus hatte eine Länge von 4,8 Zentimetern. Amphiprion pacificus ähnelt stark dem Weißrücken-Anemonenfisch (Amphiprion akallopisos) aus dem Indischen Ozean, genetische Tests zeigten jedoch, dass er näher mit dem westpazifischen Orangen Anemonenfisch (Amphiprion sandaracinos) verwandt ist. Im Unterschied zum Weißrücken-Anemonenfisch ist seine Färbung nicht so einheitlich, sondern auf dem Rücken eher pink-braun und geht zum Bauch hin in eine gelbliche oder orange Färbung über. Der weiße Streifen, der sich über den Rücken und über die Oberseite des Kopfes zieht, beginnt erst zwischen den Augen und reicht nicht bis auf die Oberlippe. Weiterhin unterscheiden sich die beiden Arten in der Anzahl der Weichstrahlen in Rücken- und Afterflosse, die bei Amphiprion pacificus mit 19 im Unterschied zu 18, bzw. 13 im Unterschied zu 12, etwas höher liegt.

## Lebensweise
Amphiprion pacificus lebt eng an Korallenriffe gebunden in Wassertiefen von 4 bis 10 Metern. Wie alle Anemonenfische lebt er mit großen Seeanemonen in Symbiose. Er bevorzugt die Prachtanemone (Heteractis magnifica). Die Art ist brutpflegend und klebt ihre Eier, die vom Männchen bewacht werden, auf ein festes Substrat.